# Französisch-luxemburgische Beziehungen
Die Französisch-luxemburgischen Beziehungen sind durch eine lange historische Verbundenheit und enge Zusammenarbeit in Europa geprägt. Beide Länder teilen eine Grenze und zählen zu den Gründungsmitgliedern der Europäischen Union und der NATO, was ihre politischen, wirtschaftlichen und kulturellen Verflechtungen intensiviert. Die Beziehungen gelten als sehr freundschaftlich und werden insbesondere durch eine intensive grenzüberschreitende Kooperation (wie in der Großregion Saar-Lor-Lux) sowie regelmäßig Staatsbesuche gestärkt.

## Geschichte

### Frühe Beziehungen
Luxemburg war im Mittelalter ein Staat innerhalb des Heiligen Römischen Reiches, in dem das Haus Luxemburg eine wichtige Rolle spielte. Nach ihrer Kaiserkrönung begannen die Luxemburger ihr Stammland zu vernachlässigen, was 1443 von Phillip dem Guten erobert wurde. Im Spätmittelalter und der frühen Neuzeit stand Luxemburg meist unter der Herrschaft der Burgunder und Habsburger, wobei der französische Einfluss spürbar war – Französisch wurde etwa im 17. Jahrhundert zur vorherrschenden Verwaltungssprache in Luxemburg. Ab dem 16. Jahrhundert geriet das Herzogtum immer wieder in die Rivalität zwischen Frankreich und den habsburgischen Niederlanden, was seine strategisch wichtige Festung Luxemburg zu einem umkämpften Objekt machte. Französische Truppen besetzten wiederholt Teile Luxemburgs: Im Dreißigjährigen Krieg drangen sie 1635/36 ins Land ein, und 1684 ließ Ludwig XIV. die Stadt Luxemburg erobern, bevor sie 1698 an die spanischen Habsburger zurückgegeben wurde. In der Französischen Revolution annektierte Frankreich 1795 schließlich ganz Luxemburg und gliederte es als Département Forêts (Wälderdepartement) in das französische Staatsgebiet ein. Die Einführung der Konskription in Luxemburg löste 1798 einen Bauernaufstand (Klöppelkrieg) aus. Erst nach Napoleons Sturz 1815 erlangte Luxemburg – nun als Großherzogtum in Personalunion mit dem Königreich der Vereinigten Niederlanden – wieder eine eigenständige Stellung, blieb aber weiter zwischen den Großmächten umkämpft. In der Festung Luxemburg stationierte Preußische Truppen sollten das Land vor einem möglichen französischen Angriff schützen. Luxemburg trat außerdem dem Deutschen Bund bei.

### Teilungen Luxemburgs und Luxemburgkrise
Bereits 1659 kam es zur ersten Teilung Luxemburgs: Im Pyrenäenfrieden musste Spanien den gesamten südlichen Teil des Herzogtums (u. a. Gebiete um Thionville und Montmédy) an Frankreich abtreten. Nach der Belgischen Revolution von 1830 beschlossen die europäischen Großmächte – darunter Frankreich – schließlich die zweite Teilung Luxemburgs. Der Westen Luxemburgs mit überwiegend französischsprachiger Bevölkerung wurde 1839 durch den Londoner Vertrag an Belgien gegeben, während das verbleibende Großherzogtum seine heutigen Grenzen erhielt. Luxemburg war damit faktisch zwischen dem französisch geprägten Belgien und dem deutschen Einflussbereich aufgeteilt; es behielt jedoch seine dynastische Verbindung zu den Niederlanden bis 1890 bei. 1867 versuchte Frankreich, Luxemburg vom niederländischen König zu erwerben, was zum Konflikt mit Preußen führte. Die Luxemburgkrise wurde durch den Zweiten Londoner Vertrag von 1867 beendet: Frankreich verzichtete auf Luxemburg, die preußischen Truppen zog ab, die Festung Luxemburg wurde geschleift und das Großherzogtum für immer neutral erklärt.

### Weltkriege
Im Ersten Weltkrieg marschierte das Deutsche Reich 1914 durch das neutrale Luxemburg, um Frankreich von Norden her anzugreifen, und verletzte damit die luxemburgische Neutralität. Luxemburg blieb zwar auch unter deutscher Besatzung offiziell neutral, doch warfen die Westmächte dem Land nach Kriegsende eine zu deutschfreundliche Haltung vor. Großherzogin Maria-Adelheid hatte enge Beziehungen zu Kaiser Wilhelm II. unterhalten, während 3000 Luxemburger sich gleichzeitig der französischen Fremdenlegion angeschlossen hatten. Innenpolitische Unruhen aufgrund der Unzufriedenheit mit Maria-Adelheid führten 1919 sogar dazu, dass französische Truppen in Luxemburg eingreifen mussten, um einen republikanischen Putschversuch zu beenden. Im gleichen Jahr sprachen sich in einem Referendum 73 % der Luxemburger für eine Wirtschaftsunion mit Frankreich aus, doch Frankreich lehnte dies ab und empfahl Luxemburg stattdessen eine Bindung an Belgien. In der Folge wandte sich Luxemburg wirtschaftlich Belgien zu (Belgisch-Luxemburgische Wirtschaftsunion 1921) und suchte die Annäherung an Frankreich künftig vor allem im multilateralen Rahmen.
Zu Beginn des Zweiten Weltkriegs wurde Luxemburg 1940 erneut von NS-Deutschland besetzt und als Aufmarschgebiet für den Angriff auf Frankreich genutzt. Die luxemburgische Regierung ging ins Exil und arbeitete von London aus mit den Alliierten zusammen, darunter den Forces françaises libres unter Führung von Charles de Gaulle. 1944 befreiten alliierte Truppen – vor allem US-amerikanische Verbände – das Großherzogtum. Luxemburg gab daraufhin seine strikte Neutralität auf und orientierte sich außenpolitisch eng an Frankreich und den westlichen Alliierten. Diese Neuorientierung legte den Grundstein für Luxemburgs aktive Rolle in der entstehenden Nachkriegsordnung in Europa.

### Moderne Beziehungen seit 1945
Nach 1945 standen Frankreich und Luxemburg in einem besonders engen Bündnisverhältnis. Luxemburg gehörte zu den Gründungsmitgliedern der Vereinten Nationen und der NATO und integrierte seine Sicherheitspolitik eng mit Frankreich und den westlichen Partnern. 1950 initiierte der aus französische Außenminister Robert Schuman (dessen Mutter aus Luxemburg stammte) den Plan zur Gründung der Europäischen Gemeinschaft für Kohle und Stahl, an der Frankreich und Luxemburg von Beginn an beteiligt waren. Beide Länder zählten 1957 auch zu den sechs Unterzeichnern der Römischen Verträge zur Bildung der Europäischen Wirtschaftsgemeinschaft (EWG). In den folgenden Jahrzehnten vertieften sie ihre Kooperation im Rahmen der europäischen Einigung weiter – ein Symbol dafür ist das Schengener Abkommen, das 1985 im luxemburgischen Grenzort Schengen von Frankreich, Luxemburg und Nachbarstaaten unterzeichnet wurde und die Abschaffung der Grenzkontrollen einleitete. 2002 führten beide Länder den Euro als Währung ein.
Frankreich und Luxemburg bleiben bis in die Gegenwart enge Partner innerhalb der EU und stimmen ihre Außen- und Europapolitik häufig aufeinander ab. So engagiert sich Luxemburg im Rahmen seiner Möglichkeiten an multilateralen Missionen (UNO, NATO, EU), oft in Zusammenarbeit mit Frankreich. Im Jahr 2010 wurde eine ständige französisch-luxemburgische Regierungskommission eingerichtet, um die Zusammenarbeit in der Grenzregion zu vertiefen. Diese trifft sich seither jährlich und hat in Bereichen wie Verkehr, Grenzarbeit (z. B. Telearbeit für Pendler), Gesundheit und Bildung wichtige Fortschritte erzielt. Unterstrichen wird diese enge Kooperation von regelmäßigen Staatsbesuchen und Regierungskonsultationen.

## Wirtschaftsbeziehungen
Frankreich und Luxemburg sind wirtschaftlich eng verflochten, begünstigt durch den gemeinsamen EU-Binnenmarkt und die gemeinsame Währung Euro. Frankreich zählt zu Luxemburgs wichtigsten Handelspartnern: Es ist dessen drittgrößter Lieferant und zweitwichtigster Absatzmarkt (Stand 2022). Umgekehrt ist Luxemburg über seinen Finanzsektor ein bedeutender Investor in Frankreich; als sogenanntes Transitland für Kapital war es 2021 nominell der größte Auslandsinvestor in Frankreich. Viele französische Unternehmen – insbesondere Banken, Versicherungen und Einzelhandelsketten – sind in Luxemburg präsent. Besonders stark ist die Verflechtung auf dem Arbeitsmarkt: Im März 2023 zählte Luxemburg über 222.000 Grenzgänger-Beschäftigte, davon mehr als die Hälfte (rund 122.000) aus Frankreich. Diese französischen Berufspendler spielen eine zentrale Rolle in Luxemburgs Wirtschaft und sorgen für täglichen Austausch über die Grenze. Zur Koordinierung solcher grenzüberschreitenden Wirtschaftsfragen arbeiten die Regierungen beider Länder eng zusammen, etwa im Rahmen der Großregion und durch Abkommen zur Förderung von Infrastruktur, Verkehr und regionaler Entwicklung.

## Kulturbeziehungen
Luxemburg hat neben Luxemburgisch und Deutsch auch Französisch als Amtssprache; rund 90 % der Bevölkerung sprechen Französisch, was die enge kulturelle Bindung an Frankreich unterstreicht. Das Großherzogtum ist seit 1970 Mitglied der Internationalen Organisation der Frankophonie. Die kulturelle Zusammenarbeit zwischen Frankreich und Luxemburg wurde durch ein Abkommen im Jahr 1954 offiziell geregelt. 2003 eröffnete in Luxemburg-Stadt das französisch-deutsch-luxemburgische Pierre-Werner-Institut, das sich dem kulturellen Dialog in Europa widmet. Auf kommunaler Ebene existiert bereits seit dem 23. März 1952 eine Städtepartnerschaft zwischen Luxemburg-Stadt und Metz, die als frühes Symbol der europäischen Verständigung gilt. In jüngerer Zeit fördern beide Länder gemeinsame Kulturprojekte im Grenzraum: So unterzeichneten die Region Grand Est und Luxemburgs Kulturministerium Ende 2020 eine Vereinbarung, um rund um Esch-sur-Alzette (Europäische Kulturhauptstadt 2022) grenzüberschreitende Kulturinitiativen umzusetzen und das gemeinsame europäische Erbe hervorzuheben. Begünstigt durch die kulturelle und sprachliche Nähe besteht auch eine enge Kooperation im Bereich Bildung und Forschung.

## Migration
In Luxemburg lebten 2021 knapp 50.000 Franzosen, welche hier die zweitgrößte Ausländergruppe bildeten. In Frankreich leben knapp 1000 Luxemburger.

## Diplomatische Standorte
- Frankreich hat eine Botschaft in Luxemburg-Stadt.[10]
- Luxemburg hat eine Botschaft in Paris und ein Generalkonsulat in Straßburg.[11]

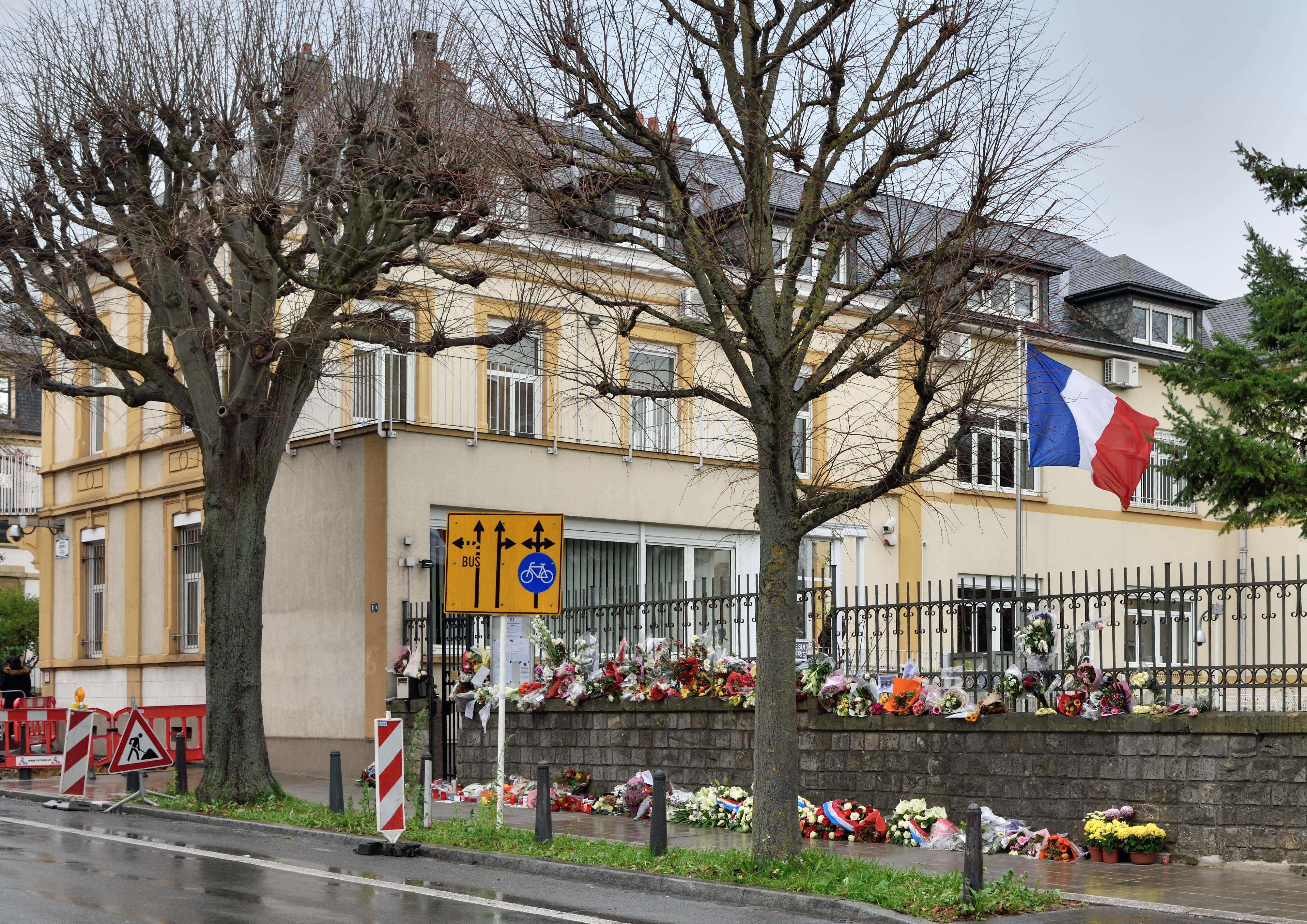
Französische Botschaft in Luxemburg-Stadt
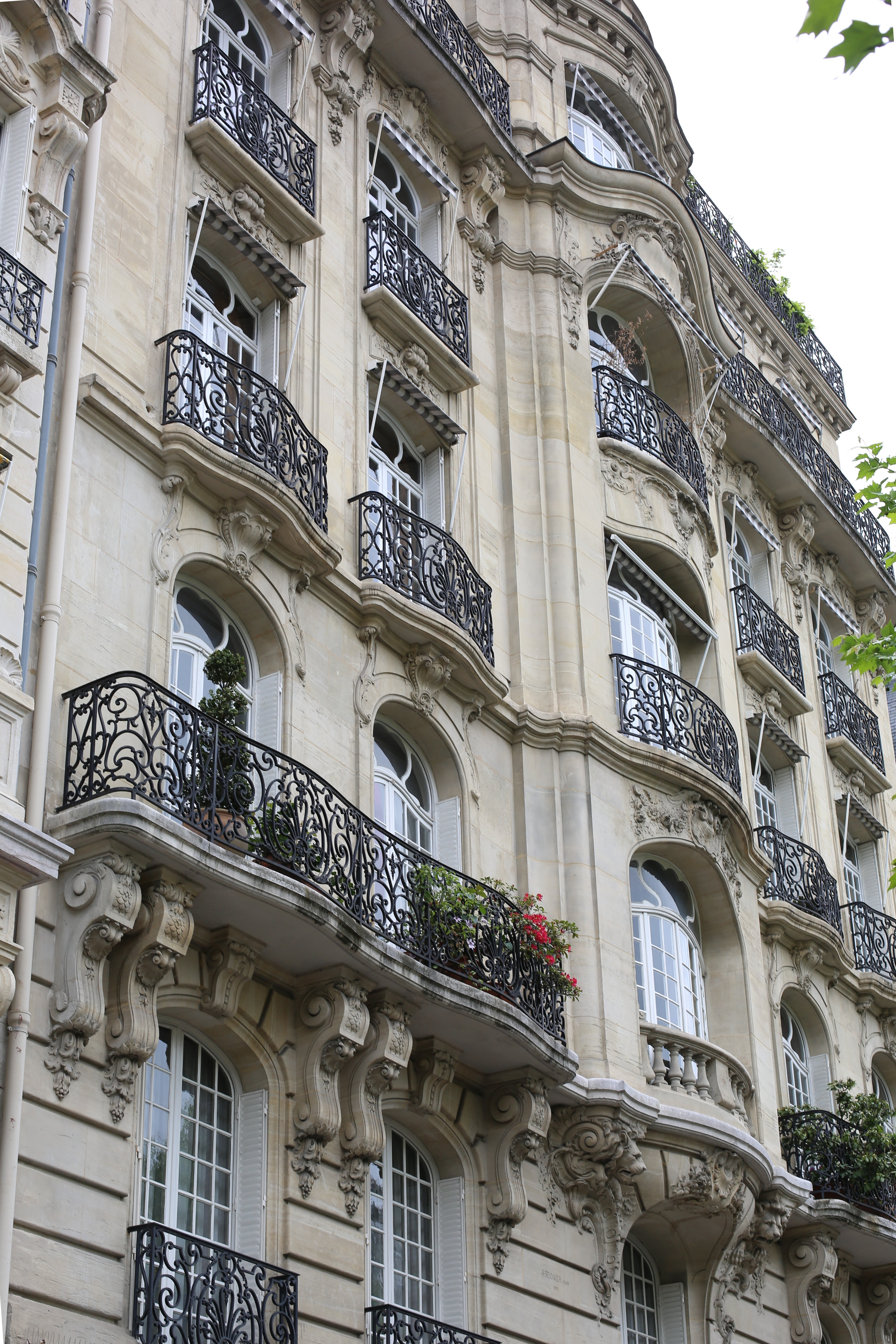
Luxemburgische Botschaft in Paris